# 高継沖
高 継沖（こう けいちゅう）は、十国荊南の第5代（最後）の国主。貞懿王高保融の長男。

## 生涯
建隆元年（960年）、高保融が病没した際は年少であったためにその弟の高保勗が地位を継承した。建隆3年（962年）、高保勗が病没すると遺命によりその地位を継承した。後に宋より荊南節度使に任じられている。
同年、朗州の武平軍節度使周行逢もまた死去し、僅か11歳の周保権が継承したが、その地域では大将の張文表が反乱を起こす内紛が発生し、周保権は宋に求援を求めた。建隆4年（963年）、宋軍は張文表討伐のために荊南の地を通過したが、この機会に乗じ荊南の都城である江陵を影響下に置こうとし、高継沖が領地を宋に納めたことにより荊南は滅亡した。
荊南滅亡後、宋は一度高継沖を荊南節度使に任命したことがあったが、やがて高継沖は一族を挙げて朝廷に帰順し、武寧軍節度使（徐州・宿州）へ改めて任じられた。
開宝6年（973年）、武寧軍節度使のまま死去した。享年31。